# Куокканен, Рауна
Рауна Куокканен (фин. Rauna Kuokkanen, род. 1971, Утсйоки) — финский учёный-политолог, представитель саамского населения Финляндии. Занимается научными исследованиями в области политологии и экологической культуры, тематика научных исследований связана большей частью с проблематикой коренных народов. Также известна как переводчик с северносаамского языка на английский.

## Биография
Рауна Куокканен родилась в 1971 году в Утсйоки на севере Финляндии в саамской семье, её отец — редактор Эйно Куокканен (род. 1945), мать — известная саамская писательница и педагог Кирсти Палтто (род. 1947).
Получила высшее образование в Университете Оулу по специальности «саамский язык и литература». Докторскую диссертацию по педагогике защитила в Канаде, в Университете Британской Колумбии.
Профессор политологии в Торонтском университете (Канада). Исполняющая обязанности декана Высшей саамской школы в Каутокейно (Норвегия).
В течение многих лет занимается защитой прав саамов, ведёт двуязычный блог (на северносаамском и английском языках). Была основателем и председателем организации молодых саамов Финляндии Suoma Sámi Nuorat.
В 2001 году под редакцией Куокканен была опубликована антология современной саамской литературы Juoga mii geasuha. В 2011 году в переводе Рауны Куокканен на английском языке была опубликована книга для детей, написанная её матерью, — The White Stone (северносаам. Vilges geađgi).

## Некоторые работы
- Juoga mii geasuha: Sámi girječálliid searvvi antologiija. — Davvi Girjii, 2001. — ISBN 9788273744500. (сев.-саам.)
- Reshaping the University: Responsibility, Indigenous Epistemes and the Logic of the Gift. — University of British Columbia Press, 2008. — ISBN 9780774813570. (англ.)
- The Politics of Form and Alternative Autonomies: Indigenous Women, Subsistence Economies and the Gift Paradigm. — The Institute on Globalization and the Human Condition, 2007. (англ.)
- Boaris dego eana: eamiálbmogiid diehtu, filosofiijat ja dutkan. — ČálliidLágádus, 2009. — ISBN 9788292044704. (сев.-саам.)